# One Way Love
"One Way Love" (em português:   Amor Mal Correspondido) é o primeiro single do álbum Scars of Love e a primeira canção lançada pelo grupo de freestyle TKA em fevereiro de 1986 (informação obtida através de uma foto publicada pelo grupo no facebook, em que o mesmo divulga a data exata do lançamento do single).
```
A canção alcançou a posição de número 8 nas paradas de dança dos Estados Unidos no início do ano de 1986.
```

1. ↑  «Informações do single "One Way Love"». discogs.com. Consultado em 10 de dezembro de 2018
2. ↑  «Informações do single "One Way Love"». discogs.com. Consultado em 9 de dezembro de 2018